# Rogätz
Rogätz är en kommun och ort i Landkreis Börde i förbundslandet Sachsen-Anhalt i Tyskland.
Kommunen ingår i förvaltningsgemenskapen Elbe-Heide tillsammans med kommunerna AngernBurgstall, Burgstall, Colbitz, Loitsche-Heinrichsberg, Westheide och Zielitz.